# Manfred Rehbinder
Manfred Rehbinder (* 22. März 1935 in Berlin) ist ein deutscher Rechtswissenschaftler. Er war ordentlicher Professor für Arbeitsrecht, Immaterialgüterrecht, Medienrecht und Rechtssoziologie der Universität Zürich.

## Biografie
Rehbinder wuchs in Danzig und Hannover auf. Er studierte von 1955 bis 1959 Rechtswissenschaften an der Freien Universität Berlin. Im Anschluss daran war er als Hilfsassistent am Lehrstuhl von Ernst E. Hirsch an der dortigen Juristischen Fakultät tätig. Rehbinder studierte zudem in Berlin und später an der Universität zu Köln Soziologie.
1961 wurde er an der Freien Universität Berlin mit der Dissertation Die öffentliche Aufgabe und rechtliche Verantwortlichkeit der Presse. Ein Beitrag zur Lehre von der Wahrnehmung berechtigter Interessen promoviert. Im darauffolgenden Jahr erlangte er das Diplôme de Droit Comparé der Faculté Internationale de Droit Comparé in Luxemburg. 1964 legte er die Zweite Juristische Staatsprüfung in Berlin ab. Er habilitierte sich 1968 an der Freien Universität Berlin und erhielt die venia legendi für die Fächer Rechtssoziologie, Handelsrecht und Arbeitsrecht.
Nach Gastdozenturen an den Universitäten Freiburg, Ankara und Kyoto und einer Tätigkeit als wissenschaftlicher Abteilungsvorsteher und Professor an der Universität Bielefeld von 1969 bis 1973 war Rehbinder von 1973 bis zu seiner Emeritierung 2002 ordentlicher Professor für Arbeitsrecht, Immaterialgüterrecht, Medienrecht und Rechtssoziologie der Universität Zürich. Seit 1974 war er zugleich  Honorarprofessor an der Universität Freiburg im Breisgau.
Rehbinder war wissenschaftlicher Direktor des Europäischen Instituts für Rechtspsychologie (Zürich) und geschäftsführender Direktor des Instituts für Urheber- und Medienrecht (München).

## Auszeichnungen und Ehrungen
- 1995 Festschrift für Manfred Rehbinder zum 60. Geburtstag, hrsg. von Hiroshi Takahashi. Hiroshima 1995
- 2002 Festschrift für Manfred Rehbinder: Recht im Wandel seines sozialen und technologischen Umfeldes, hrsg. von Jürgen Becker u. a. C.H.Beck, München 2002
- 2017 Verleihung der Ehrendoktorwürde durch die Nationale Universität in Czernowitz, Ukraine

## Werk (Auswahl)
- Die öffentliche Aufgabe und rechtliche Verantwortlichkeit der Presse, Berlin 1962
- Presserecht, Berlin 1967
- Die Begründung der Rechtssoziologie durch Eugen Ehrlich, 2. Aufl., Berlin 1986. ISBN 978-3-428-06067-2
- Schweizerisches Urheberrecht, 3. Aufl., Bern 2000. ISBN 978-3-7272-0923-9
- Schweizerisches Arbeitsrecht, 15. Aufl., Bern 2002. ISBN 978-3-7272-0936-9
- Urheberrecht. Ein Studienbuch, 16. Aufl., München 2010. ISBN 978-3-406-59768-8
- Rechtssoziologie, 8. Aufl., München 2014. ISBN 978-3-406-66846-3
- Berner Kommentar. Das Obligationenrecht. Teil: Der Arbeitsvertrag. Art. 331 - 355 und Art. 361 - 362 OR, erl. von Manfred Rehbinder u. Jean-Fritz Stöckli, Bern 2014. ISBN 978-3-7272-3375-3
- Einführung in die Rechtswissenschaft, 6. Aufl., Berlin 2019. ISBN 978-3-11-163025-0

Neben diesen Monographien hat Rehbinder eine Vielzahl von Aufsätzen und Urteilsanmerkungen veröffentlicht. Gemeinsam mit Andreas Voßkuhle ist er Herausgeber der Schriftenreihe zur Rechtssoziologie und Rechtstatsachenforschung (RR). Er ist auch Herausgeber der Schriftenreihe des Archivs für Urheber- und Medienrecht (UFITA-Schriftenreihe, Nomos, Baden-Baden, mit über 290 Bänden). Bis 2016 war er Mitherausgeber der Zeitschrift für Urheber- und Medienrecht. Zudem ist er namensgebend für die bei C.H. Beck erscheinende Loseblattsammlung Rehbinder.Schweizerische Gesetze, ISBN 978-3-406-37243-8